# Marinus Bee
Marinus Bee (Moengo, 3 juli 1971) is een Surinaams politicus namens de Algemene Bevrijdings- en Ontwikkelingspartij (ABOP). Voor zijn politieke loopbaan was hij sportbestuurder, en docent aan de IBW Hogeschool.
Sinds 2010 was Bee lid van De Nationale Assemblée (DNA) voor het district Marowijne. Van 14 juli 2020 tot 29 juni 2025 was hij voorzitter van De Nationale Assemblée. Hierna trad hij aan als minister van Binnenlandse Zaken.

## Biografie
Bee werd als oudste van vier kinderen geboren in Moengo en groeide op in Paramaribo. Hij kreeg een strenge opvoeding van zijn ouders; volgens hem had die te maken met de gevaren in Abrabroki, de volksbuurt waar hij opgroeide.
Hij studeerde aan de IBW Hogeschool en slaagde als bachelor in de rechten in 2016 en als Master of Science in 2020. Hij doceerde hier vervolgens Staatsrecht en Integraal Management.
Bee was van 1999 tot 2010 voorzitter van de Albina Sportbond. Vanaf 2014 was hij voorzitter van de voetbalclub SV Papatam. Een tijd eerder was hij een pupil van Cecil Tirion in het kyokushinkai karate. In mei 2022 kreeg de DNA-voorzitter van Tirion een boek ter herinnering aan vijftig jaar karate in Suriname. Enkele maanden later kreeg hij de ere-zwarte band uitgereikt door Kenneth Sijp van de Surinaamse Karate Associatie.

## Politieke loopbaan
In 1998 werd Bee lid de politieke partij ABOP, nadat hij daarvoor gevraagd was door Ronnie Brunswijk. Hij kwam voor de verkiezingen van 2000 op de kandidatenlijst te staan. Echter was het aantal stemmen voor de ABOP onvoldoende voor een zetel. De partij trok lering uit de verkiezingen door meer contact te onderhouden met de kiezers in het land, en Bee werd coördinator van de ABOP in Marowijne. In 2014 werd Bee voorzitter van het congresbestuur van de ABOP en in 2019 secretaris van de partij
Na de verkiezingen van 2005 behaalde de ABOP een zetel in het parlement die werd ingenomen door Brunswijk. De aandacht aan de mensen in de regio werd hierna uitgebreid naar de districten Brokopondo en Sipaliwini. Tijdens de volgende verkiezingen groeide de partij verder in aantal zetels. In 2010 maakte Bee zijn entree in DNA en tijdens de verkiezingen van 2015 en 2020 werd hij herkozen als parlementslid.
In de periode van 2012 tot 2015 was hij vicevoorzitter van de Stichting Fonds Ontwikkeling Binnenland (SFOB).
In 2015 was Bee kandidaat ondervoorzitter van DNA, echter behaalde zijn tegenkandidaat Melvin Bouva een meerderheid van 32 stemmen; Bee kreeg er 19. Van 2020 tot 2025 was hij voorzitter van DNA.
In 2022 werd Bee voor een tweede keer herkozen als lid van het hoofdbestuur van ParlAmericas.
Hij toonde zich een tegenstander van een het plan om een Surinaamse ambassade in Jeruzalem te bouwen: "We willen niet dat er een ambassade komt in Jeruzalem. We weten wat de consequenties zijn."
Tijdens de verkiezingen van 2025 stond hij op nummer 2 van de lijst van ABOP. Hierna trad hij aan als minister van Binnenlandse Zaken.

#### Electorale geschiedenis
| Jaar | Aantal stemmen | Verkozen | Kiesdistrict         |
| ---- | -------------- | -------- | -------------------- |
| 2000 | 592            | nee      | Marowijne            |
| 2005 | 562            | nee      | Marowijne            |
| 2010 | 176            | ja       | Marowijne            |
| 2015 | 738            | ja       | Marowijne            |
| 2020 | 611            | ja       | Marowijne            |
| 2025 |                |          | Landelijke kieslijst |

| Overzicht goedgekeurde ontwerpwetten als voorzitter van De Nationale Assemblée | Overzicht goedgekeurde ontwerpwetten als voorzitter van De Nationale Assemblée | Overzicht goedgekeurde ontwerpwetten als voorzitter van De Nationale Assemblée                                                                                                  |
| ------------------------------------------------------------------------------ | ------------------------------------------------------------------------------ | --- |
| 2020                                                                           | 1                                                                              | Wet Uitvoering Burgerlijke Uitzonderingstoestand |
| 2020                                                                           | 2                                                                              | Regels ter uitvoering van artikel 8 lid 5 van de Wet Uitvoering Burgerlijke Uitzonderingstoestand (S.B. 2020 no. 151) en ter afwijking van artikel 21 lid 2 van de Bankwet 1956 |
| 2020                                                                           | 3                                                                              | Wijziging van de Wet op de Staatsschuld |
| 2020                                                                           | 4                                                                              | Vaststelling van de staatsbegroting voor 2020 (Wet Staatsbegroting 2020) |